# Kirby’s Star Stacker
Kirby’s Star Stacker (рус. «Звёздный Укладчик Кирби»). — видеоигра-головоломка, разработанная HAL Laboratory для Game Boy. Это первая игра-головоломка про Кирби, не являющаяся клоном существующей игры.
На Super Famicom в Японии вышел ремейк этой игры.

## Игровой процесс
Kirby’s Star Stacker во многом схожа с другими играми-головоломками, которые были известны на момент их появления, такие как Dr. Mario и Тетрис. Цель игры состоит в том, чтобы заработать как можно больше звёзд путём сопоставления пар блоков (известных в игре как друзья), которые падают с верхней части игровой площадки. Есть три типа блоков, основанных на друзьях-животных из Kirby's Dream Land 2 — Хомяк Рик, Филин Ку и Рыба Кайн. Звёзды зарабатываются путём сопоставления соответствующих блоков. Когда звёзды получены, они исчезают с игровой площадки вместе с блоками, которые их заключают. Игра заканчивается когда блоки достигнут вершины игровой площадки, поэтому важно убрать столько блоков, сколько возможно, попутно набирая звёзды.

### Игровые режимы
В Kirby's Star Stacker существует четыре режима игры:
- Пройденный Раунд (англ. Round Clear) — основной режим, разбит на пять уровней сложности (Нормальный, Сложный, Очень Сложный, Супер Сложный и Невозможный), каждый с определённым количеством уровней. Раунды проходятся путём сбора определённого количества звёзд. Каждый этап создан на различную тематику, такую как лес или галактика. Когда каждый уровень проходится, игрок награждается арт-работой на тему каждого этапа.
- Многопользовательский режим (англ. VS)
- Вызов (англ. Challenge) Бесконечный режим. Цель режима в том чтобы набрать как можно больше звёзд до того момента как блоки достигнут верхней части экрана. Рука поднимает множество блоков, представляя новую строку. Как и в режиме Пройденный Раунд, в игре вручаются арт-работы, в зависимости от того, сколько звёзд собрано, побуждая игроков играть в этот режим ещё раз (до сбора последней картинки).
- Временная атака (англ. Time Attack) — набрать как можно больше звёзд за три минуты.

Существует таблица рекордов для режимов Вызов и Временная атака, показывающая три верхних оценки для каждого режима

## Kirby no Kirakira Kizzu
Kirby no Kirakira Kizzu (яп. カービィのきらきらきっず Ка:би: но Киракира Кидздзу, «Искристые Дети Кирби»), также известная как Kirby’s Super Star Stacker (рус. «Супер Звёздный Укладчик Кирби») — видеоигра, выпущенная в 1998 году для SNES. ROM файл игры распространялся через флэш-сервис Nintendo Power, и лишь спустя год игра была выпущена на картридже. Kirby no Kirakira Kizzu является SNES ремейком игры Kirby’s Star Stacker с почти идентичным геймплеем. Смысл игры заключается в удалении падающих звёздных блоков, сделанных в стиле друзей-животных (Рик, Ку и Кайн) на обоих концах. Одним из усовершенствований является режим истории, в котором Кирби сталкивается с врагами из других игр про него (в основном из Kirby Super Star). Название игры точно такое-же как и в японской версии Kirby’s Star Stacker на Game Boy. Имелись планы выпустить игру за рубежом, но они были свёрнуты после прекращения продаж SNES в Северной Америке в 1997, оставив игру эксклюзивом для Японии.
Игра выпущена для системы Virtual Console для Wii в Японии 5 января 2010 года и для системы Virtual Console для Wii U в Японии 8 мая 2013 года.

## Заметки
1. ↑  Известная в Японии как Kirby no Kirakira Kizzu (яп. カービィのきらきらきっず Ка:би: но Киракира Кидздзу, «Искристые Дети Кирби»)